# President Barack Obama
Président Barack Obama est un tableau réalisé par le peintre américain Kehinde Wiley en 2018. Cette huile sur toile est un portrait de Barack Obama assis sur une chaise devant un feuillage envahissant. Elle est conservée à la National Portrait Gallery, à Washington.

## Histoire
Kehinde Wiley est invité à la Maison Blanche par Barack Obama en 2016, et lui qui préférait jusque là représenter des anonymes et des personnes modestes accepte avec enthousiasme de réaliser son portrait : « Mais ce que ce je n'ai pas dit à Obama, c'est qu'en faisant son portrait, j'ai fait le mien d'une certaine manière ». 
Le tableau est dévoilé en février 2018, en même temps que celui d'Amy Sherald consacré à Michelle Obama,. Ces deux œuvres sont à l'origine d'un important surcroît de fréquentation de la National Portrait Gallery durant l'année qui suit.

## Description
Les fleurs représentées derrière le sujet évoquent des lieux marquants de son histoire personnelle comme le Kenya, Hawaï et Chicago et humanisent le personnage : « Avec les fleurs, je voulais donner le sentiment de l'impermanence, de la beauté fugace et de la pourriture inéluctable, de la volatilité du pouvoir ». 
La représentation fréquente dans l'œuvre peinte antérieure de Wiley de spermatozoïdes servant à dénoncer l'hypermasculinité de la culture contemporaine a conduit les milieux conservateurs les plus complotistes, opposants d'Obama, à suggérer que l'artiste en a dissimulé un à l'insu de son modèle sur la tempe gauche de celui-ci, laquelle présente un vaisseau sanguin gonflé.